# ساچی (نویسنده)
ساچی (زاده ۱۹۷۲، در کدونگالور، تاریخ مرگ ۱۸ ژوئن ۲۰۲۰) یک فیلمنامه‌نویس، کارگردان و تهیه‌کننده فیلم اهل هند بود که در صنعت فیلم مالاییایی کار می‌کرد.

## اوایل زندگی
ساچی در کدونگالور در منطقه تریسور در کرالا هند متولد و بزرگ شد. وی لیسانس خود را در رشته بازرگانی از کالج SNM، مالیانکارا به پایان رساند. وی به مدت هشت سال در دیوان عالی کرالا به عنوان وکیل در حقوق جزا و قانون اساسی مشغول به کار بود. ساچی در دوران تحصیل در کالج، در جامعه سینما و تئاتر دانشگاهی خود فعالیت داشت و چندین نمایشنامه را کارگردانی کرد. 

## مرگ
ساچی در ۱۸ ژوئن سال ۲۰۲۰ در پی ایست قلبی در بیمارستان مأموریت جوبی، تریسور درگذشت.

## فیلم‌شناسی

### سینمایی
| # | فیلم سینما | سال  | مدیر        | قالب                                                     |
| - | ---------- | ---- | ----------- | -------------------------------------------------------- |
| ۱ | شکلات      | ۲۰۰۷ | شفیع        | پریتویراج سوکوماران، روما، جیاسوریا، ساموروتا سونیل      |
| ۲ | رابین هود  | ۲۰۰۹ | جاشی        | پریتویراج سوکوماران، نارین (بازیگر)، بهاوانا (بازیگر)    |
| ۳ | مرد آرایش  | ۲۰۱۱ | شفیع        | جیارام، کانچاککو بوبان، بیوو منون، مانوج کیان، پادماپریا |
| ۴ | سالمندان   | ۲۰۱۱ | ویساخ       | جیارام، کانچاکو بوبان، بیوو منون، مانوج کی جیان          |
| ۵ | مضاعف      | ۲۰۱۱ | سوهان سینول | مموتی، نادیا، تاپسی پانو                                 |

### نویسندگی
| # | فیلم سینما        | سال  | مدیر       | قالب                                                  | یادداشت           |
| - | ----------------- | ---- | ---------- | ----------------------------------------------------- | ----------------- |
| ۱ | بدو عزیزم بدو     | ۲۰۱۲ | جاشی       | موهن لال، امالا پال، بیجو منون                        |                   |
| ۲ | چتایای            | ۲۰۱۲ | شجون کریال | بیجو منون، لال، میا جورج                              | همچنین تولیدکننده |
| ۳ | آنارکالی          | ۲۰۱۵ | خودش       | پریتویراج سوکوماران، بیجو منون، پریال گور، میا جورج   |                   |
| ۴ | رامالهلا          | ۲۰۱۷ | آرون گپی   | دیلیپ، رادیکا ساراتکومار، پریگا مارتین، صدیق (بازیگر) |                   |
| ۵ | شرلوک توماس       | ۲۰۱۷ | شفیع       | بیجو منون، میا جورج، سوریندا                          | فقط گفتگوها       |
| ۶ | گواهینامه رانندگی | ۲۰۱۹ | ژان پل لال | پریتویراج سوکوماران، سوراج ونجارامودو، میا جورج       |                   |
| ۷ | ایپانوم کوشیوم    | ۲۰۲۰ | خودش       | پریتویراج سوکوماران، بیجو منون، رینجیت                | فیلم نهایی        |

### کارگردانی
| # | فیلم سینما     | سال  | قالب                                                         |
| - | -------------- | ---- | ------------------------------------------------------------ |
| ۱ | آنارکالی       | ۲۰۱۵ | پریتویراج سوکوماران، بیجو منون، پریال گور، میا جورج          |
| ۲ | ایپانوم کوشیوم | ۲۰۲۰ | پریتویراج سوکوماران، بیجو منون، رنجیت، گوری ناندا، آنا راجان |